# Талиабска забулена сова
Талиабската забулена сова (Tyto nigrobrunnea) е вид птица от семейство Забулени сови (Tytonidae). Видът е застрашен от изчезване.

## Разпространение и местообитание
Разпространен е в Индонезия.